# Ricke Löw
Ricke Rickard Charles Löw, född 24 oktober 1922 i Engelbrekts församling, Stockholm, död 2 juli 1999 i Tyresö, Södermanland, var en svensk dragspelare och kompositör.
Löw var bland annat kapellmästare för programmet Carl Anton i Vita Bergen som sändes i SVT mellan åren 1981 och 1995. Under 1950- och 1960-talen spelade han tillsammans med Göte Lovén (som han lärt känna i början av 1940-talet) och Giovanni Jaconelli i olika radioprogram. Han efterlämnar mer än 3 000 arrangemang i Sveriges Radios notarkiv.
Löw är begravd på Skogskyrkogården i Stockholm.